# 77e méridien est
En géographie, le 77e méridien est est le méridien joignant les points de la surface de la Terre dont la longitude est égale à 77° est.

## Géographie

### Dimensions
Comme tous les autres méridiens, la longueur du 77e méridien correspond à une demi-circonférence terrestre, soit 20 003,932 km. Au niveau de l'équateur, il est distant du méridien de Greenwich de 8 572 km,.
Avec le 103e méridien ouest, il forme un grand cercle passant par les pôles géographiques terrestres.

### Régions traversées
En commençant par le pôle Nord et descendant vers le sud au pôle Sud, Le 77e méridien est passe à travers:
| Coordonnées          | Pays, territoire ou mer | Notes |
| -------------------- | ----------------------- | --- |
| 90° 00′ N, 77° 00′ E | Océan arctique          | |
| 81° 06′ N, 77° 00′ E | Mer de Kara             | |
| 79° 35′ N, 77° 00′ E | Russie                  | Kraï de Krasnoïarsk — Île Vize |
| 79° 29′ N, 77° 00′ E | Mer de Kara             | Passe juste à l'est de l'Ile Vilkitski, Iamalie, Russie Passe juste à l'est de l'Île Neupokoyeva, Iamalie, Russie |
| 72° 22′ N, 77° 00′ E | Russie                  | Iamalie — Île Oleni |
| 72° 13′ N, 77° 00′ E | Baie Iouratskaïa        | |
| 72° 00′ N, 77° 00′ E | Russie                  | Iamalie — Péninsule de Gydan |
| 71° 24′ N, 77° 00′ E | Baie de Gydan           | |
| 71° 09′ N, 77° 00′ E | Russie                  | Iamalie — Péninsule de Gydan |
| 69° 01′ N, 77° 00′ E | Estuaire de Taz         | |
| 68° 37′ N, 77° 00′ E | Russie                  | Iamalie Khantys-Mansis — à partir de 62° 58′ N, 77° 00′ E Oblast de Tomsk — à partir de 60° 31′ N, 77° 00′ E Oblast de Novossibirsk — à partir de 57° 10′ N, 77° 00′ E |
| 53° 45′ N, 77° 00′ E | Kazakhstan              | Passe à travers le Lac Balkhach Passe juste à l'est de Almaty |
| 42° 58′ N, 77° 00′ E | Kirghizistan            | Passe par le lac Issyk Kul |
| 41° 03′ N, 77° 00′ E | Chine                   | Xinjiang |
| 35° 36′ N, 77° 00′ E | Pakistan                | Gilgit-Baltistan — revendiqué par l' Inde |
| 34° 57′ N, 77° 00′ E | Inde                    | Ladakh — revendiqué par le Pakistan Himachal Pradesh — à partir de 33° 00′ N, 77° 00′ E Haryana — à partir de 30° 46′ N, 77° 00′ E Delhi — à partir de 28° 50′ N, 77° 00′ E Haryana — à partir de 28° 32′ N, 77° 00′ E Rajasthan — à partir de 27° 44′ N, 77° 00′ E Madhya Pradesh — à partir de 26° 08′ N, 77° 00′ E Rajasthan — à partir de 25° 17′ N, 77° 00′ E Madhya Pradesh — à partir de 25° 04′ N, 77° 00′ E Rajasthan — à partir de 24° 43′ N, 77° 00′ E Madhya Pradesh — à partir de 24° 29′ N, 77° 00′ E Maharashtra — à partir de 21° 40′ N, 77° 00′ E Karnataka — à partir de 18° 10′ N, 77° 00′ E Andhra Pradesh — à partir de 15° 31′ N, 77° 00′ E Karnataka — à partir de 18° 10′ N, 77° 00′ E Andhra Pradesh — à partir de 15° 31′ N, 77° 00′ E Karnataka — à partir de 15° 28′ N, 77° 00′ E Andhra Pradesh — à partir de 15° 02′ N, 77° 00′ E Karnataka — à partir de 14° 15′ N, 77° 00′ E Andhra Pradesh — à partir de 14° 11′ N, 77° 00′ E Karnataka — à partir de 13° 57′ N, 77° 00′ E Andhra Pradesh — à partir de 13° 51′ N, 77° 00′ E Karnataka — à partir de 13° 46′ N, 77° 00′ E Tamil Nadu — à partir de 11° 47′ N, 77° 00′ E, passe par Coimbatore Kerala — à partir de 10° 14′ N, 77° 00′ E |
| 8° 22′ N, 77° 00′ E  | Océan Indien            | |
| 60° 00′ S, 77° 00′ E | Océan Austral           | |
| 69° 15′ S, 77° 00′ E | Antarctique             | Territoire antarctique australien revendiqué par Australie |